# パワーハウス・ホブス
ウィリアム・ホブソン（William Hobson, 1991年1月23日 - ）は、アメリカ合衆国カリフォルニア州イーストパロアルト出身のプロレスラー。AEWにてパワーハウス・ホブス（Powerhouse Hobbs）のリングネームで所属。

## 経歴

### キャリア初期
高校卒業後にオール・プロレスリングでトレーニングを開始し、2009年にデビューした。
2016年11月10日、WWEのスマックダウン放送開始前のダーク・マッチに登場し、バロン・コービンと対戦したが敗れた。

### AEW
2020年7月にAEWと契約。
2022年11月19日のPPV『フル・ギア』にてトリプルスレットマッチでウォードローの持つAEW TNT王座に挑戦したが、敗れた。
2023年3月8日、ウォードローとのエニウェアフォールマッチに勝利してTNT王座を初戴冠した。4月19日、ウォードローとの防衛戦に敗北して王座陥落した。
2024年4月21日、同月25日にジョン・モクスリーの持つIWGP世界ヘビー級王座に挑戦することが発表された。

## 得意技
オクラホマ・スタンピード
スパイン・バスター
フロッグスプラッシュ
トーチャー・ラック
バーニング・ハンマー
エメラルド・フロウジョン

## 獲得タイトル
AEW
- AEW TNT王座：1回
- AEW世界トリオ王座：1回

w / サモア・ジョー、柴田勝頼
オール・プロレスリング
- APWタッグチーム王座：1回

w / マーカス・ルイス
- APWワールドワイド・インターネット世界王座：1回

チャンピオンシップ・レスリング・フロム・ハリウッド
- UWNタッグチーム王座：1回

w / ダミエン・グランディ
ゴールドラッシュ・プロレスリング
- GRPWダイナマイト・ディビジョン王座：1回

プロチャンピオンシップ・レスリング
- PCWタッグチーム王座：1回

w / ミッチ・バレンタイン

## 人物
21歳の時に兄と共に銃撃され、兄は死亡、自身は前腕を負傷した。兄とは自身がプロレスラー、兄がマネージャーのコンビを組んで活動する夢を抱いていた。
2人の息子と1人の娘がいる。